# Lachlania iops
Lachlania iops is een haft uit de familie Oligoneuriidae. De wetenschappelijke naam van de soort is voor het eerst geldig gepubliceerd in 1977 door Allen & Cohen.
De soort komt voor in het Nearctisch gebied.